# Muriel Baumeister
Pour les articles homonymes, voir Baumeister.
Muriel Baumeister, née le 24 janvier 1972, est une actrice austro-allemande.

## Biographie et carrière
Muriel Baumeister est née dans une famille d’artistes. Elle est la fille de l'acteur Edwin Noël-Baumeister et de la professeure de danse Barbara Haselbach . Elle a une demi-sœur cadette nommée Peri, qui est aussi actrice, et un frère cadet.
Enfant, Muriel Baumeister se tenait déjà devant la caméra. Elle se fait connaître dans le rôle de Bea Donner de la série familiale allemande Ein Haus in der Toscana (1990-94), pour laquelle elle reçoit le prix Telestar 1991 (prix télévisé de la WDR et ZDF). 
Pour ce même rôle, elle reçoit en 1994 la caméra d’or (Goldene Kamera), catégorie meilleure jeune actrice .
En plus de quelques sorties théâtrales, elle est présente au cinéma et dans des séries télévisées telles que Derrick, Tatort, Polizeiruf 110 .  Elle est l'une des actrices les plus actives en Allemagne avec notamment plus de 60 films .
Jusqu'en 1998, elle était mariée à l’acteur Rainer Strecker. De ce mariage, elle eût un fils né en 1993. Après le suicide de son père en 2004, Muriel Baumeister s'est temporairement retirée. En 2006, naît sa fille dont le père est l'acteur Pierre Besson, le fils de Benno Besson. Le 30 décembre 2014, nait son troisième enfant, une fille.

## Filmographie
- 1997 : Paradis Express
- 2003 : Un papa tombé du ciel
- 2004 : L'Escale du bonheur
- 2009 : Facteur 8 : Alerte en plein ciel
- 2012 : Mission caraïbes : de Dietmar Klein : Claudia Harding

### Séries télévisées (sélection)
- 1990–1994 : Ein Haus in der Toscana (23 épisodes)
- 1991–2014 : Le Renard (4 épisodes)
- 1991–1994 : Derrick (3 épisodes) [10]
  - Le cri (Der Schrei)
  - Le monde de Billie (Billies schöne neue Welt)
  - Le visage derrière la vitre (Gesicht hinter der Scheibe)

- 2003 : Polizeiruf 110 – Doktorspiele
- 2008 : Tatort – Granit
- 2009 : Tatort – Oben und unten
- 2012 : SOKO Köln - Endstation Mord
- 2014 : Un cas pour deux - Tödliche Vergangenheit
- 2014 : Tatort – Weihnachtsgeld
- 2015 : Soko brigade des stups - Auf Abwegen
- 2017 : SOKO Donau – Freunderlwirtschaft
- 2018 : SOKO Stuttgart - Ein Alibi zu viel